# カーゴジェット
カーゴジェット（Cargojet）は、カナダのオンタリオ州ミシサガに本拠地を置く、定期貨物航空会社である。運行上の拠点はハミルトン・ジョン・C・マンロ国際空港である。

## 歴史
- 2001年8月に、Ajay Virmani博士が、canada 3000 Airlinesとの合同会社であるCanada 3000 Cargo Incを設立。
- 2002年に博士はCanada 3000 Cargo Incの株式をすべて買収し、会社のブランドをCargojet Canada Ltdに変更。[5]
- 2002年7月、winnport Logisicsを買収。[6]
- 2005年、公開会社となる。
- 2013年11月、カナダのフラッグキャリアであるエア・カナダとの戦略的提携を発表[7]。
- 2014年6月24日、カナダの航空会社ファースト・エアとの提携を発表[8]。
- 2019年5月、カナダのラッパーであるDrakeとパートナーシップを締結し、ブランドの大使に任命する。
- 2021年1月12日、ボーイング767Fとボーイング777Fを追加発注[9]。

## 就航地
カーゴジェットは、カナダ国内の15都市への定期貨物便のほか、バミューダ、キューバ、ドイツ、日本、アメリカ、イギリス、メキシコを含む複数の国と地域への定期貨物便を運航している。

## 保有機材

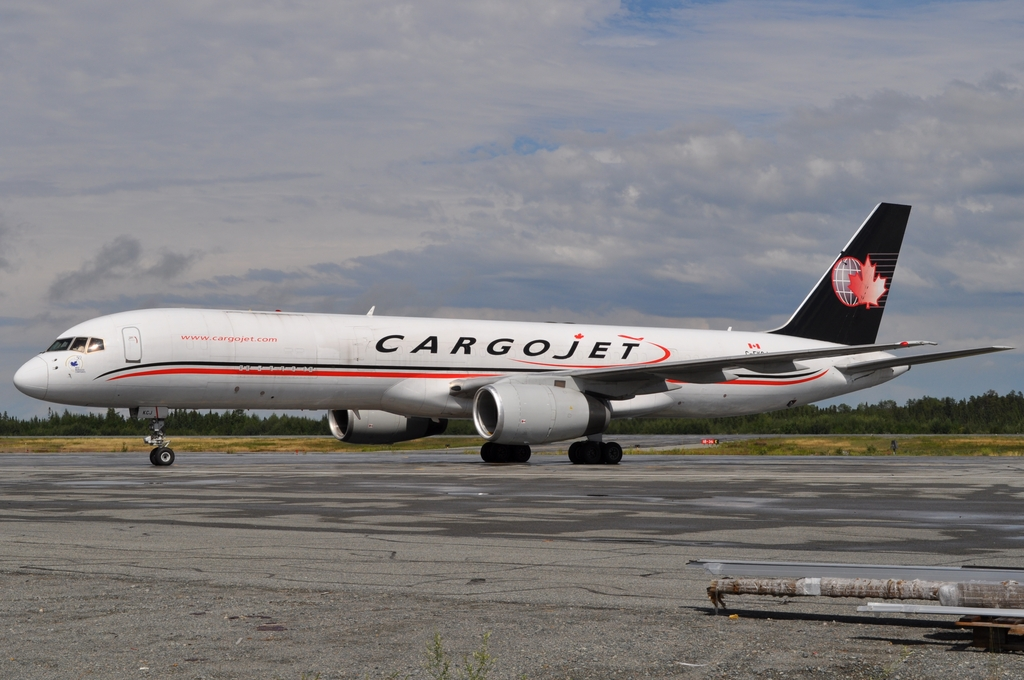
カーゴジェットのボーイング757-200

| 機材                     | 保有数 | 発注数 | 備考                               |
| ------------------------ | ------ | ------ | ---------------------------------- |
| ボーイング757-200PCF     | 18     |        | 貨物積載量80,000 lb (36,000 kg)    |
| ボーイング767-200ER/BDSF | 4      |        | 貨物積載量 100,000 lb (45,000 kg), |
| ボーイング767-300ER/BDSF | 24     |        | 貨物積載量127,000 lb (58,000 kg)   |
| ボーイング777-200LRF     |        | 4      |                                    |
| ボーイング777-300ER/BDSF |        | 4      |                                    |
| 合計                     | 46     | 8      |                                    |